# Dün (Band)
Dün ist eine französische Zeuhl-Band aus Nantes, Frankreich, die insgesamt von 1976 bis 1983 aktiv war. Das Ziel der Gruppe war es, alle bekannten Stile des Progressive Rock miteinander zu vereinbaren. Besonders stark war Dün durch die französische Band Magma beeinflusst sowie auch durch den amerikanischen Musiker Frank Zappa. Die Gruppe bewegte sich auf einem technisch wie auch musiktheoretisch gesehen hohen Niveau, eine besonders wichtige Rolle spielten, wie sehr häufig im Zeuhl, der Bass und das Schlagzeug, aber auch der häufige Gebrauch von Flöten zeichnet Dün aus.

## Geschichte
1976 gründeten der Gitarrist François Tellard, Schlagzeuger Laurent Bertaud, Pianist Jacques Bretonniere, Bassist Michel Blancart und Flöstist Pascal Vandenbulcke die Gruppe Vegetaline Boufiol. 1978 änderte die Gruppe ihren Namen in Kan-Daar. Sie spielte vor allem Coverversionen von Mahavishnu Orchestra, Frank Zappa und Magma. Später wurde das Repertoire um Stücke von Henry Cow ergänzt. Saxophonist Philippe Portejoie stieß zur Band dazu und Thierry Tranchant löste Blancart am Bass ab.
Nach einigen Auftritten in und um Nantes formierte sich die Band neu, Jean Geeraerts ersetzte Gitarrist Tellard und Bruno Sabathe trat für Bretonniere an die Keyboards. Die Band benannte sich zunächst in Dune um, woraus sich kurze Zeit später der endgültige Bandname Dün ableitete. 1980 verließ Saxophonist Portejoie die Band und Alain Termol übernahm das Schlagzeug. Zwischen 1978 und 1981 spielte die Dün auf etwa 40 Konzerten im Großraum Nantes, unter anderem eins als Opener für Magma auf dem Festival 1979 in Douarnenez, allerdings konnte sie ihre Bekanntheit kaum über diesen Bereich ausdehnen. 1981 begannen die Arbeiten an ihrer ersten Langspielplatte Eros, wobei Titel wie Arrakis und L'Epice bereits aus der von Kan-Daar stammten. Das Konzept des Albums orientierte sich an Frank Herberts Werk Dune welches Geeraerts und Vandenbulcke besonders faszinierte. Die Produktion der im Sunrise Studio im schweizerischen Kirchberg aufgenommenen LP wurde vollständig von den Bandmitgliedern getragen und diese in einer Auflage von 1000 Stück auf Konzerten verkauft. Die Band versäumte es allerdings einen Vertrieb für die überregionale Vermarktung der LP zu gewinnen, was die Originalpressung zu einem begehrten Sammlerobjekt werden ließ und einen größeren Erfolg des Albums seinerzeit verhinderte.
1982 wechselte das Line-up abermals, Termol und Tranchant traten aus und Alain Mellier übernahm den Bass und Christian Dupont das Saxophon, was den Sound stilistisch mehr in Richtung Jazz verschob und mit ausgedehnten, kontrastreichen Improvisationen einherging. Dün gab noch einige Konzerte, ehe sie sich schließlich 1983 auflöste. 1984 starteten Geeraerts und Vandenbulcke die Latin-Jazz-Band Nevrose Spirituals, bis sich Vandenbulcke zu einem Gitarrenstudium am Berklee College of Music in Boston (USA) einschrieb. Geeraerts spielte in verschiedenen Jazz-Formationen weiter.
Eine lokale Initiative versuche 1992 ehemalige Rockbands aus Nantes, wie Dün, Tequila oder Danger wieder für Auftritte zu reaktivieren. Dün trat in der Formation ihrer LP auf einem Konzert im MJC von Rezé auf, was der letzte offizielle Auftritt von Dün war.

## Diskographie
- Eros (1981) – LP, 4 Titel, Eigenverlag
  1. L'Epice (09:20)
  2. Arrakis (09:35)
  3. Bitonio (07:10)
  4. Éros-Érosion (10:10)

Die LP wurde mehrfach wiederveröffentlicht und remastered darunter 2000 von Soleil Zeuhl als CD mit acht, 2012 mit 12 und 2020 mit neun Titeln, bei denen die ursprünglichen Titel der LP um Bonustracks ergänzt wurden.
Die 2000er und 2012er CD-Editionen des Albums wurden auf dem deutschsprachigen Progressive-Rock-Portal Babyblaue Seiten mit 12,67/15 Punkten sehr positiv bewertet und aufgrund ihres „ausgesprochen virtuosen und abwechslungsreichen Jazzprog mit Zeuhleinschlag“ als eine lohnende Neuentdeckung gelobt. Auf dem englischsprachigen Portal Prog Archives erringt es 4,25/5 Punkten, bei 518 abgegebenen Stimmen. Dort wird Eros als eines der bis heute besten instrumentalen Progressive-Rock-Alben gewertet und als einzigartiges Meisterwerk empfohlen.

## Bandmitglieder
- Laurent Bertaud – Schlagzeug
- Jean Geeraerts – E-Gitarre, Akustik-Gitarre
- Bruno Sabathe – Klavier, Synthesizer
- Alain Termol – Percussions
- Thierry Tranchant – Bass
- Pascal Vandenbulcke – Flöten
- Philippe Portejoi – Saxophon